# Fajdros (dialog)

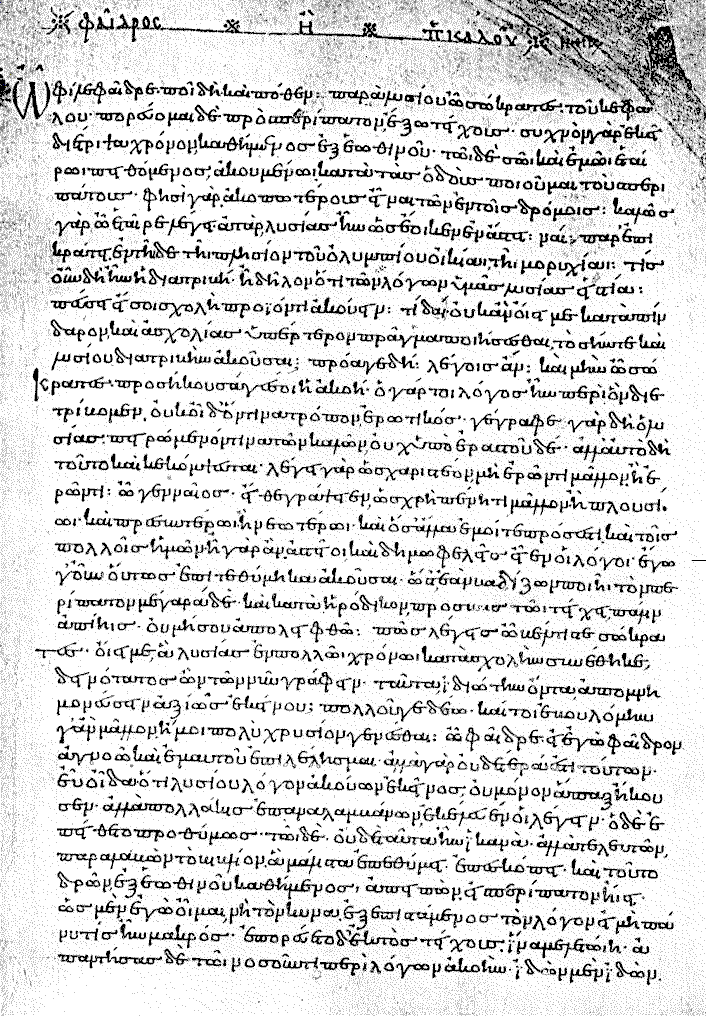
Pierwsza strona Fajdrosa w Codex Clarkianus

Fajdros – dzieło filozoficzne Platona, należące do tak zwanych dialogów średnich. Zasadnicza rozmowa toczy się pomiędzy Sokratesem a Fajdrosem, wspomniany jest również sofista Lizjasz. W dialogu poruszone są kwestie miłości (dlatego niektórzy badacze traktują Fajdrosa jako dopełnienie Uczty), warunków, które muszą być spełnione, aby uznać mowę za piękną (ten wątek stanowi polemikę Sokratesa z sofistami), oraz przewagi mowy nad pismem.

## Treść dialogu
Rozmowa Sokratesa i Fajdrosa ma miejsce za murami miasta nad rzeką Ilissos (Sokrates rzadko opuszcza Ateny, tym jednak razem daje się namówić Fajdrosowi na rozmowę w ustronnym i uroczym miejscu). Filozofowie spotkali się po fakcie wysłuchania przez Fajdrosa mowy na temat Erosa, której autorem był Lizjasz. Kiedy Fajdros przeczytał ją (miał ją spisaną na zwoju) Sokratesowi, ten poddał mowę Lizjasza krytyce – uznał, że jest rozwlekła, mało treściwa (kilka razy mówi o tym samym innymi słowami), chaotyczna (nie ma konstrukcji – co oczywiście pomaga tezie owej mowy – łatwiej w chaosie omamić słuchaczy nawet najgłupszym twierdzeniem) i przede wszystkim szkodliwa, bowiem to co dobre uporczywie nazywa złem, a to co złe dobrym – miesza pojęcia. Młody Fajdros zauroczony mową Lizjasza domaga się więc od Sokratesa wygłoszenia lepszej mowy. Sokrates wygłasza dwie mowy.
Pierwszą mowę Sokrates wygłasza, kładąc sobie na twarz materiał tak, by Fajdros go nie widział, bo to by go (Sokratesa) peszyło. W pierwszej swojej mowie skupia się bardziej na krytyce Lizjasza, a przytaczając argumenty, które kompromitowałyby przedmówcę, krytykuje również sam przedmiot mowy – czyli Erosa. Przerywa jednak pierwszą mowę ponieważ uznaje, że bluźni przeciw Prawdzie (i bogom) i zniża się w dyskursie do poziomu Lizjasza. Zniesmaczony swoją mową (i swoją nieszczerą intencją wygłoszenia jej) chce zakończyć rozmowę i odejść, lecz Fajdros prosi go, by spróbował jeszcze raz. Dlatego też Sokrates wygłasza drugą mowę (tym razem już bez materiału na twarzy – wcześniejsze użycie go uznaje za przejaw tchórzostwa), w której nie nawiązuje już do Lizjasza, tylko chwali Erosa (pieśń pochwalna i przebłagalna). W związku z tym poglądy na temat miłości Sokratesa mogą wydawać się niespójne (w pierwszej mowie gani Erosa, w drugiej chwali). Za właściwe należy uznawać tylko te, które zawarte są w mowie drugiej.

## Polemika z sofistami
Sofiści, zdaniem Sokratesa, nie wygłaszali „mów pięknych”. Za takie można uznać tylko mowy, które: traktują o istocie rzeczy, prowadzą do wniosków słusznych, nie mijają się z prawdą. Dobry mówca nie powinien również powtarzać wielokrotnie tych samych argumentów, mieć na uwadze, do jakich słuchaczy się zwraca. Filozof wielokrotnie nawiązuje do dialektyki, uważając ją za jedyne źródło, dzięki któremu można poznać warunki dobrej mowy. Według Sokratesa mowa Lizjasza nie spełnia powyższych warunków, jest jedynie popisem retorycznym.

## Przewaga mowy nad pismem
Wątek ten poruszony jest we fragmencie zawartym między wersetami 274 b do 278 e, zwanym przez historyków filozofii „krytyką pisma”. Platon wkłada tu w usta Sokratesa swoje poglądy dotyczące przewagi mowy nad pismem, choć jego praktyka pisarska stała w sprzeczności z przyjętą aksjologią. Sokrates zaleca ostrożność przy posługiwaniu się pismem i zaleca filozofom przekazywanie swoich prawd ustnie, gdyż tylko wtedy można obronić je przed ewentualną krytyką. Korzystanie z pisma dodatkowo nie ćwiczy pamięci, pozwala na błędne interpretacje.